# Stryphnus ponderosus
Stryphnus ponderosus is een sponssoort in de taxonomische indeling van de gewone sponzen (Demospongiae). De spons behoort tot het geslacht Stryphnus en behoort tot de familie Ancorinidae. De wetenschappelijke naam van de soort werd voor het eerst geldig gepubliceerd in 1866 door James Scott Bowerbank. Het lichaam van de spons bestaat uit kiezelnaalden en sponginevezels, en is in staat om veel water op te nemen.

## Beschrijving
Dit is een massieve, korstvormende spons die onopvallend is omdat hij vaak bedekt is met andere sponzen, Parazoanthus anguicomus-anemonen, enz. Als het Stryphnus-weefsel zichtbaar is, kan het bestaan uit een lichtgrijs poreus oppervlak of een donkergrijs lapje. Snijden in de spons onthult een dunne, hardere buitenkant en een bleke binnenkant.

## Verspreiding
Naast de noordoostelijke Atlantische Oceaan, de Noordzee, het Kanaal en de Middellandse Zee wordt deze sponzensoort overal op de Britse Eilanden gevonden.